# Mañaneros (programa de La Red)
Mañaneros fue un programa de televisión matinal chileno, transmitido por La Red. Fue conducido por Julia Vial y Eduardo de la Iglesia, quienes son acompañados por los panelistas Jaime Coloma, Juan Andrés Salfate Alejandra Valle y Constanza Roberts.
Comenzó a ser emitido el 17 de octubre de 2011, tras una especie de marcha blanca denominada no-oficialmente Matinal NN debido al abrupto fin de Pollo en Conserva, con la conducción de Eduardo Fuentes y Magdalena Montes, y luego se sumaría Juan José Gurruchaga. Fuentes abandonó el espacio en enero de 2012 y Montes lo hizo el 14 de diciembre de ese año.
El 7 de marzo de 2016 el programa fue reemplazado por Hola Chile.

## Equipo

### Conductores
- Magdalena Montes (2011-2012)
- Eduardo Fuentes (2011-2012)
- Juan José Gurruchaga (2012-2013)
- Julia Vial (2013-2016)
- Eduardo de la Iglesia (2014-2016)

### Panelistas
- Felipe Vidal (2011-2014)
- Juan Andrés Salfate (2011-2016)
- Virginia Demaria (2011)
- Jennifer Warner (2012-2013)
- Macarena Ramis
- Yulissa del Pino (2013)
- Branko Karlezi (2014-2015)
- Alejandra Valle (2014-2016)
- Jaime Coloma (2015-2016)
- Constanza Roberts
- Camila Stuardo